# Frank Lane
Francis Adonijah Lane, detto Frank (Chicago, 23 settembre 1874 – Chicago, 17 febbraio 1927), è stato un velocista statunitense.
Partecipò alle gare di atletica leggera dei primi Giochi olimpici moderni che si svolsero ad Atene, nei 100 metri piani, con la squadra dell'Università di Princeton, vincendo la medaglia di bronzo.
Muore nel 1927 e riposa nel cimitero di Greenwood a Rockford, Illinois.

## Palmarès
| Anno | Manifestazione  | Sede  | Evento      | Risultato | Prestazione | Note |
| ---- | --------------- | ----- | ----------- | --------- | ----------- | ---- |
| 1896 | Giochi olimpici | Atene | 100 m piani | Bronzo    | 12"6        |      |